# Puchar Pokoju i Przyjaźni na żużlu
Puchar Pokoju i Przyjaźni na żużlu - cykl zawodów żużlowych, odbywający się wśród zawodników do 21. roku życia z państw socjalistycznych w latach 1979–1989.

## Format
Każdy kraj zobowiązany został do organizacji dwóch rund, w latach 1979–1983 zmagania odbywały w formie rywalizacji między siedmioma drużynami narodowymi, gdzie każda drużyna narodowa reprezentowana była przez dwóch zawodników i zawodnika rezerwowego. Zwycięzcą edycji zostawała reprezentacja, która zdobyła na torze największą liczbę punktów. Zawodnicy byli zobowiązani do startowania na motocyklach i wyposażeniu produkowanym w krajach socjalistycznych, m.in. motocykle Jawa, opony Barum.
Począwszy od sezonu 1984 w każdym z państw rozgrywano kolejno turniej drużynowy, a następnego dnia turniej indywidualny. Gospodarze w turniejach indywidualnych mogli nominować czterech zawodników oraz rezerwowych, pozostałe reprezentacje mogły wystawić po dwóch żużlowców. Począwszy od sezonu 1985 do klasyfikacji indywidualnej wliczano cztery najlepsze rezultaty.

## Historia
Decyzja o rozgrywaniu pucharu podjęta została w 1977 roku na zjeździe federacji motorowych krajów socjalistycznych w Pradze. Do rozgrywek zgłosiły się Związek Radziecki, Polska, Węgry, Bułgaria, Rumunia, Niemiecka Republika Demokratyczna i Czechosłowacja. 
Przedpremierowo cykl zawodów rozegrany został w sezonie 1978. Poszczególne rundy odbyły się m.in. w Braili, Lesznie, Tarnowie, Zohorze i Březolupach. W nieoficjalnej klasyfikacji zwyciężyła reprezentacja Czechosłowacji.

### 1979
11 z 14 rund zwyciężyli Sowieci, dwie Bułgarzy, a jedną Polacy (na torze w Gnieźnie). Reprezentacje te miały tę samą kolejność w klasyfikacji końcowej.

### 1980
Z powodu niesprzyjających warunków pogodowych odwołano jedną z rund w Związku Radzieckim, toteż odbyło się łącznie 13 rund. Czterokrotnie zwyciężali Sowieci i Polacy, trzykrotnie Czechosłowacy i dwukrotnie Węgrzy. Reprezentanci Czechosłowacji nie brali udziału w turniejach rozgrywanych w Polsce, w Gnieźnie i Ostrowie Wielkopolskim, ze względu na trwający w tym czasie krajowy czempionat juniorów. Reprezentacja Polski nie wzięła udziału w rundach na terenie NRD, zaś Węgrzy nie wzięli udziału w rundzie w Związku Radzieckim.

### 1981
Mimo że reprezentacja Polski wygrała największą liczbę rund – sześć, zajęła w końcowej klasyfikacji 2. miejsce, za reprezentacją Związku Radzieckiego, która wygrała pięć rund. Dwukrotnie triumfowali Czechosłowacy, a raz Węgrzy.

### 1982
Po raz czwarty z rzędu wygrała reprezentacja Związku Radzieckiego, wygrywając przy tym 8 rund. Drugie miejsce zajęła Bułgaria, reprezentowana w tej edycji przez Zachariego Zachariewa, Georgiego Mitewa, Rudolfa Walentinowa, Miłczo Manewa i Aleksieja Todorowa. Cztery rundy wygrali Węgrzy, po jednej Czechosłowacy i Polacy.

### 1983
Po raz pierwszy Puchar zdobyła reprezentacja Węgier, notując przy tym zwycięstwa w trzech rundach. Drugie miejsce zajęła reprezentacja Czechosłowacji, która wygrała domowa rundy w Zohorze i Březolupach oraz w Niemieckiej Republice Demokratycznej. Na trzecim miejscu zmagania zakończyli Polacy, który odnieśli 4 turniejowe zwycięstwa, m.in. w Ostrowie Wlkp. i Lesznie. Reprezentacja Bułgarii nie wystąpiła w rundach rozgrywanych w Rumunii, natomiast Sowieci nie stanęli na starcie rund w NRD.

### 1984
Drugi sezon z rzędu najlepszymi w zmaganiach drużynowych okazali się reprezentanci Węgier, wygrywając 4 z 7 rund. Reprezentacje ZSRR, Polski i NRD wygrały po jednej rundzie. W zawodach indywidualnych czołową postać odgrywał Węgier, József Petrikovics, który w pięciu turniejach, w których brał udział, zwyciężył trzykrotnie, a raz był drugi. Klasyfikację generalną wygrał jednak Ihor Zwieriew ze Związku Radzieckiego, który zgromadził większą liczbę punktów startując we wszystkich rundach, trzeci był František Ledecký z Czechosłowacji.

### 1985
Dzięki zwycięstwom odniesionym w Slaným, Bułgarii i Rumunii, po raz pierwszy zwycięstwo w klasyfikacji drużynowej odniosła reprezentacja Czechosłowacji, którą reprezentowali Roman Matoušek, Bohumil Brhel, František Ledecký, Ivan Pacák i Josef Fejfar. Po dwa zwycięstwa odniosły reprezentacje ZSRR i Węgier. Tytuł w zmaganiach indywidualnych zdobył Roman Matoušek, przed Ihorem Marko i Ryszardem Franczyszynem.

### 1986
Cztery zwycięstwa odniesione przez reprezentację Polski pozwoliły po raz pierwszy zwyciężyć jej w klasyfikacji drużynowej. Dwa turniejowe zwycięstwa odnieśli Sowieci, a w rundzie w Szumenie wygrali Czechosłowacy. Triumf indywidualny wywalczył Ihor Marko przed rodakiem, Fiodorem Zacharowem. Trzeci był Ryszard Dołomisiewicz, który wygrał trzy rundy w których startował, a miejsce na podium zyskał po biegu dodatkowym z Bohumilem Brhelem.

### 1987
Reprezentacja Polski powtórzyła rezultat sprzed roku. Zawodnikami złotej drużyny byli m.in. Sławomir Drabik, Piotr Świst i Ryszard Dołomisiewicz. W rundzie rozgrywanej w Žarnovicy nie wystąpiła reprezentacja Rumunii, którą zastąpiła druga para czechosłowacka. Dołomisiewicz zwyciężył w klasyfikacji indywidualnej przed Węgrem Sándorem Újhelyim i Czechem Vladimírem Kaliną.

### 1988
W tej edycji Pucharu nie zostały zorganizowane zawody w Rumunii, natomiast podwójna runda odbyła się w Bułgarii. Trzeci raz z rzędu klasyfikację drużyn wygrali Polacy. W klasyfikacji indywidualnej zwyciężył Waldemar Cieślewicz, przed swoim rodakiem Piotrem Świstem i Węgrem, Róbertem Nagyem.

### 1989
Reprezentacja ZSRR zwyciężając cztery rundy, po raz piąty wygrała w klasyfikacji drużynowej, zostając najsilniejszą drużyną w 11 edycjach Pucharu. W składzie zwycięskiej drużyny radzieckiej występowali Ukraińcy Rusłan Kowal, Wiktor Hajdym, Wołodymyr Dubinin oraz Estończyk Rene Aas. W rozgrywkach indywidualnych odbyło się 6 rund, Jarosław Olszewski który je wygrał startował tylko w czterech z nich. Niższe stopnie podium zajęli Rene Aas i Sławomir Dudek.

## Klasyfikacja drużynowa
| 14 rund                                                                   |
| ------------------------------------------------------------------------- |
| brak danych Chabařovice, Mšeno brak danych Gniezno, Grudziądz brak danych |

| 13 rund |
| --- |
| brak danych Kopřivnice, Pardubice brak danych Gniezno, Ostrów Wielkopolski Arad, Sybin brak danych (jedna runda) |

| 14 rund                                                                                                   |
| --- |
| brak danych Čakovice, Pilzno brak danych Poznań, Zielona Góra brak danych Nyiregyhaza, Szeged brak danych |

| 14 rund                                                                       |
| ----------------------------------------------------------------------------- |
| Dołni Dybnik, Łowecz Čakovice, Chabařovice brak danych Grudziądz, brak danych |

| 14 rund                                                                          |
| -------------------------------------------------------------------------------- |
| brak danych Zohor, Březolupy brak danych Ostrów Wielkopolski, Leszno brak danych |

| 7 rund                                               |
| ---------------------------------------------------- |
| brak danych Pardubice brak danych Lublin brak danych |

| 7 rund                                                         |
| -------------------------------------------------------------- |
| Weliko Tyrnowo Slaný Stralsund Bydgoszcz brak danych Czerkiesk |

| 7 rund                                        |
| --------------------------------------------- |
| Szumen Pilzno brak danych Gniezno brak danych |

| 7 rund                                                                         |
| ------------------------------------------------------------------------------ |
| brak danych Žarnovica brak danych Częstochowa brak danych Miszkolc brak danych |

| 7 rund                                                      |
| ----------------------------------------------------------- |
| Szumen, Tyrgowiszte Pardubice brak danych Opole brak danych |

| 7 rund                           |
| -------------------------------- |
| Plewen Svitavy brak danych Równe |

## Klasyfikacja indywidualna
| 7 rund                                                |
| ----------------------------------------------------- |
| brak danych Kopřivnice brak danych Tarnów brak danych |

| 7 rund                                                                |
| --------------------------------------------------------------------- |
| Dołni Dybnik Pardubice Neubrandenburg Grudziądz brak danych Czerkiesk |

| 7 rund                                      |
| ------------------------------------------- |
| brak danych Ostrów Wielkopolski brak danych |

| 7 rund                                   |
| ---------------------------------------- |
| brak danych Rybnik brak danych Czerkiesk |

| 7 rund                                 |
| -------------------------------------- |
| brak danych Świętochłowice brak danych |

| 6 rund                                                    |
| --------------------------------------------------------- |
| Ryżewo Konare Svitavy brak danych Krosno brak danych Lwów |